# Ribera la Unión
Ribera la Unión är en ort i Mexiko.   Den ligger i kommunen Chiapa de Corzo och delstaten Chiapas, i den sydöstra delen av landet, 700 km öster om huvudstaden Mexico City. Ribera la Unión ligger 410 meter över havet och antalet invånare är 517.
Terrängen runt Ribera la Unión är platt norrut, men söderut är den kuperad. Runt Ribera la Unión är det ganska tätbefolkat, med 70 invånare per kvadratkilometer. Närmaste större samhälle är Chiapa de Corzo, 11,9 km norr om Ribera la Unión. Omgivningarna runt Ribera la Unión är en mosaik av jordbruksmark och naturlig växtlighet.